# Polisportiva Antares
La Polisportiva Antares è una società pallavolistica femminile italiana con sede a Sala Consilina: milita nel campionato di Serie A2.

## Storia
La Polisportiva Antares viene fondata nel 1989, partecipando subito a campionati giovani e regionali; dopo diversi anni passati nelle serie minori, nella stagione 2008-09 disputa per la prima volta il campionato di Serie B2. Nell'annata successiva, grazie al primo posto in classifica, viene promossa in Serie B1.
Al termine della stagione 2010-11, chiusa con la sconfitta ai quarti di finale di play-off promozione, a causa della mancata iscrizione di diverse società, il club campano viene ripescato in Serie A2: nell'annata 2011-12 fa quindi il suo esordio nella pallavolo professionista, disputando il campionato cadetto; tuttavia l'ultimo posto al termine della regular season della stagione 2013-14 condanna la squadra alla retrocessione in Serie B1.

## Rosa 2013-2014
| N° | Nome                | Ruolo | Data di nascita  | Nazionalità sportiva |
| -- | ------------------- | ----- | ---------------- | -------------------- |
| 1  | Paola Colarusso     | S     | 17 luglio 1988   | Italia               |
| 2  | Melissa Martinelli  | C     | 23 marzo 1993    | Italia               |
| 3  | Camilla Neriotti    | S     | 29 aprile 1994   | Italia               |
| 5  | Sofia Devetag       | S     | 20 maggio 1993   | Italia               |
| 7  | Giulia Brignole     | S     | 9 settembre 1995 | Italia               |
| 10 | Monica Lestini      | S     | 13 gennaio 1994  | Italia               |
| 11 | Alessandra Dall'Ara | P     | 9 novembre 1994  | Italia               |
| 12 | Bernadett Dékány    | S     | 30 giugno 1992   | Ungheria             |
| 14 | Giulia Salvi        | C     | 20 luglio 1984   | Italia               |
| 16 | Simona Minervini    | L     | 27 agosto 1994   | Italia               |
| 17 | Isabella Di Iulio   | P     | 26 novembre 1991 | Italia               |